# 萘四甲酸二酐
萘四甲酸二酐（英語：Naphthalenetetracarboxylic dianhydride，NTDA）或	1,4,5,8-萘四甲酸二酐是一种萘的衍生物。在有机合成上，常作为合成萘酰二亚胺类化合物的原料。

## 合成与结构
NTDA由芘氧化得到。典型的氧化剂有铬酸和氯气。经过氯气氧化得到四氯芘，随后四氯芘水解得到不稳定的烯醇，烯醇经过互变异构形成β-二酮结构，经过氧化即可得到芘四甲酸或萘四甲酸二酐。

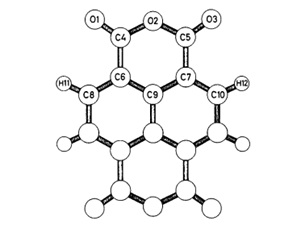
NTDA结构，各个键长（单位Å）: O1–C4, 1.182; O2–C4, 1.375; O2–C5, 1.365; O3–C5, 1.189; C4–C6, 1.494; C5–C7,	1.494.

## 应用
NTDA主要用于合成萘酰二亚胺类化合物（NDIs）。对称萘酰二亚胺通过伯胺与NTDA缩合得到。非对称的萘酰二亚胺则是先将其中一个酸酐基团水解，与第一种胺缩合后再与与另一种胺缩合得到。
这些得到的萘酰二亚胺是莱啉类化合物的衍生物。这类材料具有刚性平面、高度共轭的核心结构，并表现出良好的加工特性，可用于制造软电子设备。

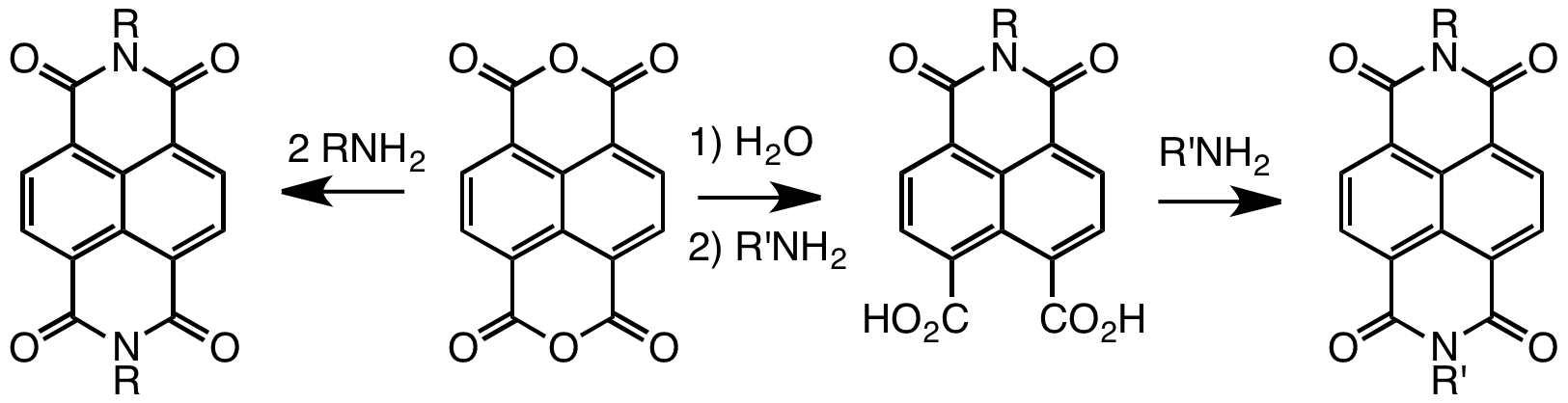
萘酰二亚胺类化合物的对称与非对称合成